# Mohammed Abu
Mohammed Abu (Accra, 14 novembre 1991) è un ex calciatore ghanese, di ruolo centrocampista.

## Caratteristiche tecniche
Abu è un centrocampista con attitudine difensiva.

## Carriera

### Club
Dopo aver giocato a livello giovanile con lo Sporting Club Accra, Abu ha firmato per gli inglesi del Manchester City il 31 agosto 2010. È stato immediatamente prestato allo Strømsgodset, in Norvegia. Ha esordito con la nuova squadra il 13 settembre dello stesso anno, nella sconfitta casalinga per tre a uno contro il Molde, subentrando a partita in corso ad Alfred Sankoh. La settimana successiva, è stato schierato per la prima volta da titolare, quando lo Start si è imposto per quattro a due sul Godset.
È stato utilizzato anche nel successo per due a zero dello Strømsgodset sull'Odd Grenland, semifinale della Coppa di Norvegia 2010, che ha permesso alla sua squadra di andarsi a giocare il trofeo contro il Follo, vincendolo. È rimasto in prestito al club norvegese fino al 31 dicembre 2011. Il 2 gennaio 2012 è passato all'Eintracht Francoforte, con la stessa formula. Il 30 marzo 2012 fu ufficializzato il suo ritorno allo Strømsgodset, sempre con la formula del prestito.
Il 29 agosto 2012, si trasferì agli spagnoli del Rayo Vallecano con la medesima formula. Il 31 gennaio, passò ai francesi del Lorient, sempre in prestito. Il 2 settembre, si trasferì all'Aarhus con la medesima formula. Il 21 febbraio 2014 tornò allo Strømsgodset per la terza volta in carriera, ma solo per la prima a titolo definitivo: firmò un contratto quadriennale.
Il 24 gennaio 2017 è stato ceduto a titolo definitivo dal Columbus Crew.
Il 10 agosto 2018 viene girato in prestito per sei mesi al Vålerenga, facendo così ritorno in Norvegia.

## Palmarès

### Club

#### Competizioni nazionali
- Coppa di Norvegia: 1

Strømsgodset: 2010